# Vetas
Vetas est une municipalité située dans le département de Santander en Colombie.

## Géographie
Située à une altitude de 3 300 mètres, Vetas est la municipalité la plus élevée de Colombie.